# Nekrolog 1886
Nekrolog
◄◄
| ◄
| 1882
| 1883
| 1884
| 1885
| 1886 | 1887 | 1888 | 1889 | 1890 | ► | ►►
Weitere Ereignisse | Allgemeiner Nekrolog 1886
Die Beschreibung der verstorbenen Person sollte so kurz wie möglich gehalten sein und nur deren signifikante Tätigkeit(en) enthalten.
Neue Namen ggf. auch unter dem Geburts- und Sterbedatum, also etwa unter 1. Januar und im Geburts- und Sterbejahr (2024) eintragen (nur bei entsprechender großer Wichtigkeit). Für Beispiele siehe die schon vorhandenen Artikel.
Außerdem über die fünf zuletzt Verstorbenen, zu denen es einen ausreichend guten Artikel für eine Präsentation auf der Hauptseite gibt, nach der todesbedingten Überarbeitung der Artikel ggf. auch unter Wikipedia Diskussion:Hauptseite informieren und sie am besten auch in den anderen Wikipedia-Sprachversionen eintragen. Tipp: Regelmäßig bei news.google.de nach „ist tot“, „gestorben“ oder „verstorben“ suchen.
Wenn eine Person gestorben ist, gibt es viele Seiten zu dieser Person in der Wikipedia, die davon auch betroffen sind und entsprechend aktualisiert werden müssen. Beispiele: Namenübersichtsseite, Geburtsjahr, Geburtsort-Seiten und viele mehr.
Wie finde ich die betroffenen Seiten?
Im Suchfeld auf der linken Seite gibt man den Suchbegriff so ein: „Vorname Nachname“. Dann klickt man auf Volltext und alle Seiten mit entsprechendem Suchtext werden aufgerufen. Hier sieht man dann schnell, wo auch das Todesjahr Sinn macht oder sogar ein Teil des Artikels angepasst werden muss. Auch hilft das „Werkzeug“ auf der linken Seite sehr gut, um solche Seiten aufzufinden: „Links auf diese Seite“. Somit ist die Wikipedia wieder aktuell in allen Bereichen! Hinweis: bei Eintragung der Kategorie „Gestorben JAHR“ wird der Missbrauchsfilter 49 ausgelöst, was jedoch nicht schlimm ist. Siehe: Spezial:Missbrauchsfilter/49
Dies ist eine Liste von im Jahr 1886 verstorbenen bekannten Persönlichkeiten. Die Einträge erfolgen innerhalb der einzelnen Daten alphabetisch sortiert. Tiere sind im Nekrolog für Tiere zu finden.

## Januar
| Tag        | Name                                         | Beruf, bekannt als                                                                                             | Alter | Beleg |
| ---------- | -------------------------------------------- | --- | ----- | ----- |
| 1. Januar  | Vittorio Imbriani                            | italienischer Autor, Romanist und Italianist                                                                   | 45    |       |
| 2. Januar  | Karl Barth                                   | bayerischer Jurist, Schriftsteller und Politiker                                                               | 74    |       |
| 2. Januar  | Georg Adolf Demmler                          | deutscher Architekt und Politiker (DtVP, SAP), MdR                                                             | 81    |       |
| 3. Januar  | John B. Raymond                              | US-amerikanischer Politiker                                                                                    | 41    |       |
| 3. Januar  | Adolph von Schönfeldt                        | deutscher Rittergutsbesitzer, Verwaltungsbeamter und Parlamentarier                                            | 76    |       |
| 3. Januar  | Theodor Struve                               | deutscher Philologe und Pädagoge in russischen Diensten                                                        | 69    |       |
| 4. Januar  | Francis James                                | US-amerikanischer Politiker                                                                                    | 86    |       |
| 4. Januar  | Franz Anton Marenzi von Tagliuno und Talgate | österreichischer Offizier, Geologe und Schriftsteller                                                          | 80    |       |
| 4. Januar  | Pjotr Nikititsch Tkatschow                   | russischer Theoretiker des Terrorismus                                                                         | 41    |       |
| 4. Januar  | Emil Weller                                  | deutscher Bibliograph                                                                                          | 62    |       |
| 5. Januar  | Lazarus Adler                                | Landesrabbiner der Provinz Hessen-Nassau                                                                       | 75    |       |
| 5. Januar  | Karl von Beck                                | deutscher Theologe                                                                                             | 67    |       |
| 5. Januar  | Nathan D. Wendell                            | US-amerikanischer Bankier und Politiker                                                                        |       |       |
| 6. Januar  | Adhémar Jean Claude Barré de Saint-Venant    | französischer Ingenieur, Mathematiker und Physiker                                                             | 88    |       |
| 6. Januar  | Alfred de Falloux                            | französischer Politiker, Minister und Historiker                                                               | 74    |       |
| 6. Januar  | Hermann von Giese                            | preußischer Generalmajor                                                                                       | 58    |       |
| 7. Januar  | Richard Dadd                                 | englischer Maler des viktorianischen Zeitalters                                                                | 68    |       |
| 7. Januar  | Adalbert Nikolaus Fuchs                      | österreichischer Agrarwissenschaftler                                                                          | 71    |       |
| 7. Januar  | Léon Gaucherel                               | französischer Zeichner, Radierer und Maler                                                                     | 69    |       |
| 7. Januar  | John Morris                                  | britischer Paläontologe und Geologe                                                                            | 75    |       |
| 9. Januar  | Emmanuel Miller                              | französischer Gräzist, Byzantinist und Paläograph                                                              | 73    |       |
| 9. Januar  | Jakob Eduard Schmölzer                       | österreichischer Komponist und Sammler von steirischen Volksliedern                                            | 73    |       |
| 9. Januar  | Gottlieb Jonathan Winter                     | deutscher Jurist und Politiker                                                                                 | 75    |       |
| 10. Januar | Benjamin F. Conley                           | US-amerikanischer Politiker                                                                                    | 70    |       |
| 11. Januar | Gustav Hache                                 | deutscher Kommunalpolitiker; Bürgermeister von Essen                                                           | 50    |       |
| 11. Januar | Pedro Jung                                   | Unternehmer, Kommunalpolitiker und Mäzen                                                                       | 77    |       |
| 12. Januar | André Oscar Wallenberg                       | schwedischer Bankengründer, Marineoffizier, Publizist, Zeitungsherausgeber und Politiker, Mitglied des Riksdag | 69    |       |
| 14. Januar | Emil Wilhelm Krummacher                      | deutscher reformierter Theologe                                                                                | 87    |       |
| 14. Januar | Karl Emil Lischke                            | Oberbürgermeister und Sammler                                                                                  | 72    |       |
| 15. Januar | Wilhelm Schall                               | deutscher Jurist und Politiker                                                                                 | 60    |       |
| 16. Januar | Carl Immanuel Baumann                        | württembergischer Zeichner, Fotograf und Lithograph                                                            | 54    |       |
| 16. Januar | Ottokar Franz Ebersberg                      | österreichischer Theaterdichter und Autor                                                                      | 52    |       |
| 16. Januar | Amilcare Ponchielli                          | italienischer Komponist und Dirigent                                                                           | 51    |       |
| 16. Januar | Ludwig Weissel                               | österreichischer Schriftsteller, Übersetzer und Jurist                                                         | 44    |       |
| 16. Januar | Pjotr Petrowitsch Wereschtschagin            | russischer Maler                                                                                               |       |       |
| 17. Januar | Paul Baudry                                  | französischer Maler                                                                                            | 57    |       |
| 17. Januar | John D. Freeman                              | US-amerikanischer Politiker                                                                                    |       |       |
| 17. Januar | Bernhard von Neher                           | deutscher Maler                                                                                                | 80    |       |
| 17. Januar | Eduard Oscar Schmidt                         | deutscher Zoologe                                                                                              | 62    |       |
| 17. Januar | Friedrich Oskar von Schwarze                 | deutscher Jurist und Politiker (LRP), MdR, MdL (Königreich Sachsen)                                            | 69    |       |
| 18. Januar | Michał Czajkowski                            | polnischer Schriftsteller und kosakischer Aufständischer                                                       | 81    |       |
| 18. Januar | Karl Gaertner                                | Ingenieur, Unternehmer und Politiker der Nationalliberalen Partei                                              | 62    |       |
| 18. Januar | Adolphe-Félix Gatien-Arnoult                 | französischer Parlamentarier, Philosoph und Romanist                                                           | 85    |       |
| 18. Januar | Louis Münkel                                 | deutscher Lehrer und Schriftsteller                                                                            | 75    |       |
| 18. Januar | Josef Tichatschek                            | deutscher Opernsänger (Tenor)                                                                                  | 78    |       |
| 19. Januar | Friedrich Schön                              | deutscher Bürgermeister und MdPL                                                                               | 64    |       |
| 19. Januar | Daniel Joachim Christian Teßmann             | deutscher Jurist und Bürgermeister von Greifswald                                                              | 82    |       |
| 20. Januar | Ernst Methfessel                             | deutscher Komponist                                                                                            | 74    |       |
| 20. Januar | Adolph Phillips                              | deutscher Journalist und Politiker (DFP), MdR                                                                  | 40    |       |
| 21. Januar | Emil Hütter                                  | österreichischer Zeichner, Aquarellist, Radierer und Lithograph                                                | 50    |       |
| 21. Januar | Karl Sarasin                                 | Schweizer Unternehmer aus Basel                                                                                | 70    |       |
| 21. Januar | Johann Weinhandl                             | österreichischer Politiker                                                                                     | 55    |       |
| 21. Januar | Adolf Werneburg                              | deutscher Namenforscher und Oberforstmeister in Heiligenstadt und Erfurt                                       | 72    |       |
| 22. Januar | August Wilhelm Theodor Adam                  | deutscher Musikdirektor                                                                                        | 52    |       |
| 22. Januar | Wilhelm von Beetz                            | deutscher Physiker                                                                                             | 63    |       |
| 22. Januar | Johann Deutschmann                           | österreichischer Orgelbauer                                                                                    | 59    |       |
| 22. Januar | James T. Farley                              | US-amerikanischer Politiker                                                                                    | 56    |       |
| 23. Januar | Carl Anton Eduard Lorent                     | deutscher Mediziner und Klinikdirektor                                                                         | 76    |       |
| 23. Januar | Adam Pfaff                                   | deutsch-schweizerischer Historiker, Journalist, Gymnasiallehrer und Publizist                                  | 65    |       |
| 23. Januar | Caroline Steiger                             | deutsche Schauspielerin                                                                                        | 85    |       |
| 24. Januar | Joseph Rankin                                | US-amerikanischer Politiker                                                                                    | 52    |       |
| 24. Januar | Ilja Nikolajewitsch Uljanow                  | Vater von Alexander Iljitsch Uljanow und Wladimir Iljitsch Lenin                                               | 54    |       |
| 25. Januar | Jules Guérin                                 | belgischer Mediziner                                                                                           | 84    |       |
| 25. Januar | Arnold von Lasaulx                           | deutscher Mineraloge und Geologe                                                                               | 46    |       |
| 26. Januar | David Rice Atchison                          | US-amerikanischer Politiker                                                                                    | 78    |       |
| 26. Januar | Andrew Boone                                 | US-amerikanischer Politiker                                                                                    | 54    |       |
| 26. Januar | Lew Lwowitsch Kamenew                        | russischer Landschaftsmaler                                                                                    |       |       |
| 27. Januar | Joseph Thaddäus Winnerl                      | Pariser Uhrmacher und Chronometermacher                                                                        | 87    |       |
| 28. Januar | Johan Christiaan Gottlob Evers               | niederländischer Mediziner                                                                                     | 67    |       |
| 28. Januar | Karl Theodor Gravenhorst                     | deutscher Altphilologe, Lehrer und Übersetzer                                                                  | 75    |       |
| 29. Januar | Gustav von Wartensleben                      | königlich-preußischer Kammerherr und Generalleutnant, Johanniter                                               | 89    |       |
| 30. Januar | Neill S. Brown                               | US-amerikanischer Politiker                                                                                    | 75    |       |
| 30. Januar | Gustave Chouquet                             | französischer Schriftsteller und Musikwissenschaftler                                                          | 66    |       |
| 31. Januar | Carl Ludwig Schenck zu Schweinsberg          | Gutsbesitzer                                                                                                   | 77    |       |

## Februar
| Tag         | Name                                  | Beruf, bekannt als                                                                     | Alter | Beleg |
| ----------- | ------------------------------------- | -------------------------------------------------------------------------------------- | ----- | ----- |
| 1. Februar  | Alexander Fraser, 18. Lord Saltoun    | britischer Peer, Offizier und Politiker                                                | 65    |       |
| 1. Februar  | Herrmann Hering                       | deutscher Gymnasiallehrer, Historiker und Insektenkundler                              | 85    |       |
| 1. Februar  | Juan Esteban Pedernera                | argentinischer Präsident                                                               | 89    |       |
| 2. Februar  | Johann Bützberger                     | Schweizer Politiker                                                                    | 65    |       |
| 2. Februar  | Heinrich Fischer                      | deutscher Mineraloge und Geologe                                                       | 68    |       |
| 2. Februar  | Edmund Heusinger von Waldegg          | deutscher Maschinenbau Ingenieur und Eisenbahnpionier                                  | 68    |       |
| 2. Februar  | Leopold von Anhalt                    | Erbprinz des Herzogtums Anhalt                                                         | 30    |       |
| 3. Februar  | Auguste Adami                         | deutsche Theaterschauspielerin und Opernsängerin                                       | 72    |       |
| 3. Februar  | Marcus Kann                           | österreichischer Schachspieler                                                         |       |       |
| 4. Februar  | Franz Hirschwälder                    | deutscher katholischer Theologe, der altkatholischen Kirche nahestehend                | 42    |       |
| 4. Februar  | Charles Raymond de Saint-Vallier      | französischer Diplomat und Abgesandter Frankreichs auf dem Berliner Kongress           | 52    |       |
| 4. Februar  | Hans Victor von Unruh                 | deutscher Politiker (DFP, NLP), MdR und Regierungsrat                                  | 79    |       |
| 5. Februar  | Joseph Brockhausen                    | deutscher Jurist und Politiker                                                         | 76    |       |
| 5. Februar  | Richard Robert Madden                 | irischer Schriftsteller                                                                |       |       |
| 6. Februar  | Georg Bernhard Eschenburg             | deutscher Mediziner und Leiter der Lübecker Irrenanstalt (1838–1886)                   | 75    |       |
| 7. Februar  | Alessandro Torlonia                   | italienischer Adeliger, Bankier, Unternehmer und Kunstsammler                          | 86    |       |
| 8. Februar  | Iwan Sergejewitsch Aksakow            | russischer Schriftsteller und Slawophiler                                              | 62    |       |
| 8. Februar  | Philipp Eduard Huschke                | deutscher Rechtswissenschaftler                                                        | 84    |       |
| 8. Februar  | August Moll                           | österreichischer Apotheker und k.u.k. Hoflieferant                                     | 63    |       |
| 9. Februar  | Winfield Scott Hancock                | US-amerikanischer General                                                              | 61    |       |
| 9. Februar  | Samuel Kleinschmidt                   | grönländischer Sprachwissenschaftler                                                   | 71    |       |
| 9. Februar  | Achille Rack                          | deutscher Mediziner, Bürgermeister und Politiker, MdR                                  | 70    |       |
| 10. Februar | Enno von Colomb                       | preußischer Generalleutnant und Militärschriftsteller                                  | 73    |       |
| 10. Februar | Henry Joel Scudder                    | US-amerikanischer Jurist und Politiker                                                 | 60    |       |
| 11. Februar | Carl Johan Malmstén                   | schwedischer Mathematiker und Politiker, Mitglied des Riksdag                          | 71    |       |
| 12. Februar | Marie von Augustin                    | österreichische Schriftstellerin und Malerin                                           | 79    |       |
| 12. Februar | Randolph Caldecott                    | britischer Illustrator                                                                 | 39    |       |
| 12. Februar | Jules Célestin Jamin                  | französischer Physiker                                                                 | 67    |       |
| 12. Februar | Christian Wilhelm Petersen            | deutscher Hofbesitzer und Landvogt                                                     | 74    |       |
| 12. Februar | Friedrich Wilhelm Roestell            | deutscher Rechtswissenschaftler und Hochschullehrer                                    | 86    |       |
| 12. Februar | Hedwig Prohl                          | deutsche Jugendschriftstellerin                                                        | 62    |       |
| 12. Februar | Horatio Seymour                       | US-amerikanischer Politiker                                                            | 75    |       |
| 12. Februar | Thomas Thayer                         | US-amerikanischer Theologe                                                             | 73    |       |
| 13. Februar | Eugen Madeux                          | Schweizer Politiker                                                                    | 75    |       |
| 13. Februar | Max von Redecker                      | deutscher Rittergutsbesitzer und Politiker, MdR                                        | 52    |       |
| 14. Februar | Franz Friedrich Fronius               | Naturwissenschaftler und Heimatkundler der Siebenbürger Sachsen                        |       |       |
| 14. Februar | Amile-Ursule Guillebaud               | Schweizer Malerin                                                                      | 85    |       |
| 14. Februar | Dennis McCarthy                       | US-amerikanischer Geschäftsmann und Politiker                                          | 71    |       |
| 14. Februar | John Roberts Reading                  | US-amerikanischer Politiker                                                            | 59    |       |
| 15. Februar | Peter Joseph Baltes                   | deutsch-US-amerikanischer Theologe und Bischof von Alton, Illinois                     | 58    |       |
| 15. Februar | Edward Cardwell, 1. Viscount Cardwell | britischer Politiker, Mitglied des House of Commons                                    | 72    |       |
| 16. Februar | Louis Köhler                          | Klavierpädagoge                                                                        | 65    |       |
| 16. Februar | Albert Küchler                        | dänischer Historien-, Porträt- und Genremaler, Franziskaner (OFM)                      | 82    |       |
| 17. Februar | Bernhard Endrulat                     | deutscher Philologe, Historiker und Archivar                                           | 57    |       |
| 17. Februar | Bernhard von Koehne                   | deutscher Numismatiker und Heraldiker                                                  | 68    |       |
| 17. Februar | Josef Sies                            | österreichischer Orgelbauer                                                            | 67    |       |
| 18. Februar | Leopold Hermann von Boyen             | preußischer General der Infanterie                                                     | 74    |       |
| 18. Februar | Karl Föckerer                         | deutscher Politiker (DFP), MdR                                                         | 71    |       |
| 19. Februar | Joseph Matthäus Aigner                | österreichischer Porträtmaler                                                          | 68    |       |
| 19. Februar | Eduard Honigmann                      | deutscher Bergmeister und Bergwerksbesitzer                                            | 77    |       |
| 20. Februar | Aquinata von Hoyos-Sprinzenstein      | österreichische, katholische Ordensfrau aus dem Geschlecht der Hoyos von Sprinzenstein | 57    |       |
| 21. Februar | Karl August Gottlieb Sturm            | deutscher Typograf, Schulmeister, Kantor, Chronist und Zeichner                        | 83    |       |
| 21. Februar | Ernst Voigt                           | deutscher Jurist und Politiker (NLP), MdL Königreich Sachsen                           | 40    |       |
| 24. Februar | Etienne Chastel                       | Schweizer evangelischer Theologe und Hochschullehrer                                   | 84    |       |
| 27. Februar | Angelo Panzini                        | italienischer Komponist und Musikpädagoge                                              | 65    |       |
| 27. Februar | Franz Schürer                         | österreichischer Politiker                                                             | 63    |       |
| 28. Februar | Karl Scherbarth                       | deutscher Theaterschauspieler und -intendant                                           | 48    |       |
| 28. Februar | Leonard Henly Sims                    | US-amerikanischer Politiker                                                            | 79    |       |

## März
| Tag      | Name                                     | Beruf, bekannt als                                                                                        | Alter | Beleg |
| -------- | ---------------------------------------- | --- | ----- | ----- |
| 1. März  | Adolf Bethe                              | deutscher Richter und Parlamentarier                                                                      | 48    |       |
| 1. März  | Otto von Corvin                          | deutscher Schriftsteller                                                                                  | 73    |       |
| 2. März  | Charles Chalumeau                        | Schweizer Lehrer und Politiker                                                                            | 62    |       |
| 2. März  | Lucas-Pitter                             | Original von Bergisch Gladbach                                                                            |       |       |
| 3. März  | Alfred Assolant                          | französischer Schriftsteller                                                                              | 58    |       |
| 3. März  | Angelo Jacobini                          | italienischer Geistlicher, Kurienkardinal                                                                 | 60    |       |
| 4. März  | Vicente García González                  | kubanischer Politiker, Unabhängigkeitskämpfer und General im Zehnjährigen Krieg                           | 53    |       |
| 4. März  | Bernhard Hermann Rose                    | deutscher Geheimer Staatsrat                                                                              | 66    |       |
| 4. März  | August Schels                            | deutscher Jurist und Politiker (Zentrum), MdR                                                             | 56    |       |
| 5. März  | Albert Pflügl                            | österreichischer Politiker                                                                                | 68    |       |
| 8. März  | John Franklin Miller                     | US-amerikanischer Jurist und Politiker                                                                    | 54    |       |
| 9. März  | Jerome Bunty Chaffee                     | US-amerikanischer Politiker                                                                               | 60    |       |
| 9. März  | William Smith Clark                      | US-amerikanischer Botaniker, Professor für Botanik, Chemie und Zoologie                                   | 59    |       |
| 10. März | Friedrich Karl Hausmann                  | deutscher Maler                                                                                           | 60    |       |
| 10. März | Rudolf Klostermann                       | deutscher Bergrechtler und Hochschullehrer                                                                | 57    |       |
| 10. März | Johann Schiller                          | deutscher evangelischer Pfarrer, Theologe und Schriftsteller                                              | 74    |       |
| 10. März | Edmund Wodick                            | deutscher Porträt-, Landschafts- und Historienmaler                                                       | 69    |       |
| 11. März | Franz Antoine                            | österreichischer Botaniker                                                                                | 71    |       |
| 12. März | Ysaak Brons                              | deutscher Politiker, Mitglied der Frankfurter Nationalversammlung                                         | 83    |       |
| 14. März | Anton von Beyerle                        | deutscher Jurist und Senatspräsident beim Reichsgericht                                                   | 62    |       |
| 15. März | George Michael Hahn                      | US-amerikanischer Politiker und Gouverneur des Bundesstaates Louisiana (1864–1865)                        | 55    |       |
| 15. März | William Irwin                            | US-amerikanischer Politiker                                                                               |       |       |
| 15. März | Georg Josef Seybel                       | deutscher Jurist und Verwaltungsbeamter                                                                   | 60    |       |
| 15. März | Edward Tuckerman                         | amerikanischer Botaniker und Flechtenkundler                                                              | 68    |       |
| 16. März | William Landsborough                     | schottischer Entdecker                                                                                    | 61    |       |
| 16. März | Georg Varrentrapp                        | deutscher Mediziner                                                                                       | 76    |       |
| 17. März | Karl von Brandenstein                    | preußischer Generalleutnant                                                                               | 54    |       |
| 17. März | Alphonse Depuiset                        | französischer Entomologe                                                                                  | 63    |       |
| 17. März | Pierre-Jules Hetzel                      | französischer Autor und Verleger                                                                          | 72    |       |
| 17. März | Arthur Willibald Königsheim              | sächsischer Ministerialrat und Begründer des Blasewitzer Waldparks                                        | 69    |       |
| 17. März | Leopold Zunz                             | deutscher Wissenschaftler                                                                                 | 91    |       |
| 18. März | Christian Felix Ackens                   | deutscher Chorleiter, Komponist und Funktionär                                                            | 70    |       |
| 18. März | Oskar Munzinger                          | Schweizer Jurist, Redakteur und liberaler Politiker                                                       | 62    |       |
| 18. März | Wilhelm Vigier                           | Schweizer Politiker                                                                                       | 62    |       |
| 19. März | Edward H. Moren                          | US-amerikanischer Politiker                                                                               | 60    |       |
| 19. März | Julius von Oeynhausen                    | preußischer Heraldiker, Genealoge und Kämmerer                                                            | 43    |       |
| 19. März | Rudolf von Rossbacher                    | österreichischer General                                                                                  | 79    |       |
| 19. März | John M. S. Williams                      | US-amerikanischer Politiker                                                                               | 67    |       |
| 20. März | Thomas Spencer Cobbold                   | britischer Zoologe und Parasitologe                                                                       |       |       |
| 20. März | Friedrich David Groneweg                 | Politiker und Mitglied der liberalen Fortschrittspartei                                                   | 80    |       |
| 20. März | Hector Wilhelm Heinrich Mithoff          | deutscher Architekt, Kunsthistoriker und Zeichner                                                         | 74    |       |
| 20. März | Friedrich Adolf Pflug                    | deutscher Unternehmer                                                                                     |       |       |
| 20. März | Heinrich Tugendhold Stiepel              | deutsch-österreichischer Drucker und Verleger                                                             | 63    |       |
| 20. März | Friederike Tomasini                      | deutsche Sängerin (Koloratursopran) mit italienischen Wurzeln                                             | 75    |       |
| 21. März | Friedrich von Spankeren                  | preußischer Beamter und Politiker                                                                         | 81    |       |
| 21. März | Jean-Alexandre Vaillant                  | französisch-rumänischer Politiker, Historiker, Romanist, Rumänist, Übersetzer, Grammatiker und Lexikograf |       |       |
| 22. März | August Albrecht                          | deutscher Polizist und Ehrenbürger von Kassel                                                             | 72    |       |
| 22. März | Friedrich Neste                          | österreichischer Pfarrer und Politiker, Landtagsabgeordneter                                              | 66    |       |
| 23. März | Max Wolf                                 | österreichischer Komponist mährischer Herkunft                                                            | 46    |       |
| 24. März | Ward Hunt                                | US-amerikanischer Jurist und Politiker                                                                    | 75    |       |
| 25. März | Maria Theresia von Österreich-Este       | Herzogin von Bordeaux, Gräfin von Chambord                                                                | 68    |       |
| 25. März | Friedrich von Zeppelin                   | deutscher Hofbeamter und Unternehmer                                                                      | 78    |       |
| 26. März | Josef Nowak                              | österreichischer Hygieniker                                                                               | 44    |       |
| 27. März | Anton Ambrož                             | tschechischer Komponist und Militärmusiker                                                                | 46    |       |
| 27. März | Theodor Karbe                            | deutscher Rittergutsbesitzer und Parlamentarier                                                           | 56    |       |
| 27. März | Johann Gaudenz Dietegen von Salis-Seewis | Schweizer Jurist und Politiker                                                                            | 60    |       |
| 27. März | Julian Schmidt                           | deutscher Literaturhistoriker                                                                             | 68    |       |
| 27. März | Henry Taylor                             | englischer Dramatiker, Dichter und Verfasser von Essays                                                   | 85    |       |
| 28. März | August von Risselmann                    | deutscher Rittergutsbesitzer und Parlamentarier                                                           | 57    |       |
| 29. März | Théodore Lissignol                       | Schweizer Vermessungstechniker, Jurist und Politiker                                                      | 66    |       |
| 30. März | Joseph-Alfred Mousseau                   | kanadischer Politiker                                                                                     | 48    |       |
| 30. März | Peter Hermann Münzenberger               | deutscher evangelisch-lutherischer Geistlicher                                                            | 82    |       |
| 31. März | Karl Richard Hirschberg                  | deutscher Jurist und Politiker (LRP), MdR, MdL (Königreich Sachsen)                                       | 65    |       |
| 31. März | Joseph Howland                           | US-amerikanischer Offizier, Politiker und Philanthrop                                                     | 51    |       |
| 31. März | Franz Tecklenborg                        | deutscher Kaufmann, MdBB und Werftbesitzer                                                                | 79    |       |
| 31. März | Józef Bohdan Zaleski                     | polnischer Dichter                                                                                        | 84    |       |
| März     | Ernst Bröer                              | deutscher Organist und Musikant                                                                           |       |       |
| März     | Asım Mehmed Pascha                       | osmanischer Pascha und Staatsmann                                                                         |       |       |

## April
| Tag       | Name                                         | Beruf, bekannt als                                                                          | Alter | Beleg |
| --------- | -------------------------------------------- | ------------------------------------------------------------------------------------------- | ----- | ----- |
| 3. April  | August Behrendsen                            | deutscher Maler                                                                             | 66    |       |
| 4. April  | Caesarine Kupfer-Gomansky                    | deutsche Schauspielerin                                                                     | 67    |       |
| 4. April  | Jewgeni Alexandrowitsch Lansere              | russischer Bildhauer                                                                        | 37    |       |
| 4. April  | Eduard Linnemann                             | deutscher Chemiker                                                                          | 45    |       |
| 5. April  | Peter Diederich Johannsen                    | deutscher Tischler                                                                          | 84    |       |
| 5. April  | Adolf von Schmeling                          | deutscher Verwaltungsjurist                                                                 | 79    |       |
| 5. April  | Allison White                                | US-amerikanischer Politiker                                                                 | 69    |       |
| 6. April  | Ludwig Bogen                                 | Landtagsabgeordneter Großherzogtum Hessen                                                   | 76    |       |
| 6. April  | Heinrich Hopffer                             | deutscher Pfarrer, Dekan und Kirchenrat                                                     | 68    |       |
| 6. April  | Théodore Ritter                              | französischer Pianist und Komponist                                                         | 46    |       |
| 7. April  | Apollinaire Bouchardat                       | französischer Arzt, Apotheker und Chemiker                                                  | 79    |       |
| 8. April  | Arnold Ludwig von Holtzbrinck                | deutscher Politiker                                                                         | 74    |       |
| 8. April  | Jan Carel Juta                               | holländisch-südafrikanischer Verleger und Buchhändler und Schwager von Karl Marx            | 62    |       |
| 8. April  | Johann Baptist Orbin                         | Erzbischof von Freiburg                                                                     | 79    |       |
| 9. April  | Joseph Victor von Scheffel                   | Schriftsteller, Dichter                                                                     | 60    |       |
| 10. April | Stanislao Eula                               | italienischer Geistlicher und Bischof von Novara                                            | 67    |       |
| 10. April | Elbridge Gerry                               | US-amerikanischer Politiker                                                                 | 72    |       |
| 11. April | Cristóbal Aguilar                            | mexikanisch-amerikanischer Politiker                                                        |       |       |
| 11. April | Johann Joachim Brenner                       | Schweizer Architekt                                                                         | 70    |       |
| 11. April | Gottlieb Rudolf Bühlmann                     | Schweizer Politiker                                                                         | 68    |       |
| 11. April | Henry Wells Tracy                            | US-amerikanischer Politiker                                                                 | 78    |       |
| 12. April | Friedrich Hofferberth                        | Landtagsabgeordneter Großherzogtum Hessen                                                   | 80    |       |
| 12. April | Heinrich Theodor Sölling                     | Handelskammerpräsident, Stadtverordneter der Stadt Essen, Vorstand der Sparkasse Essen      | 83    |       |
| 13. April | Anna Louisa Geertruida Bosboom-Toussaint     | niederländische Schriftstellerin                                                            | 73    |       |
| 13. April | John Humphrey Noyes                          | US-amerikanischer Frühsozialist, Gründer der Oneida-Gemeinde                                | 74    |       |
| 13. April | Sidney Richard Percy                         | englischer Landschaftsmaler                                                                 |       |       |
| 13. April | Károly Thern                                 | ungarischer Komponist                                                                       | 68    |       |
| 14. April | Marie Kerner                                 | deutsche Schriftstellerin                                                                   | 72    |       |
| 15. April | Adam Konrad Boeninger                        | deutscher Verleger                                                                          | 75    |       |
| 15. April | Johann Philipp Albert Vogel                  | deutscher Holzschneider                                                                     | 72    |       |
| 16. April | Johannes Ganz                                | Schweizer Fotograf, Erfinder, Filmpionier und Unternehmer                                   | 65    |       |
| 17. April | Louis Ferdinand Grebe                        | deutscher Forstbeamter                                                                      | 75    |       |
| 17. April | Ferdinand Nemitz                             | deutscher Jurist, Mitglied der Frankfurter Nationalversammlung                              | 80    |       |
| 17. April | Wigand Oppel                                 | deutscher Organist und Musikpädagoge                                                        | 63    |       |
| 18. April | Karl Foltz                                   | österreichischer Politiker                                                                  | 63    |       |
| 18. April | Daniel Heinrich Jacobj                       | deutscher Jurist und Richter                                                                | 65    |       |
| 18. April | Karl Karrer                                  | Schweizer Politiker                                                                         | 71    |       |
| 18. April | Franz Xaver Suter                            | Schweizer Bezirksrichter                                                                    | 83    |       |
| 19. April | August Wilhelm von Horn                      | preußischer Offizier, General der Infanterie                                                | 86    |       |
| 20. April | Julian Sidney Rumsey                         | US-amerikanischer Politiker                                                                 | 63    |       |
| 21. April | Gottfried Polysius                           | deutscher Schlosser-Meister und Unternehmensgründer                                         | 58    |       |
| 22. April | Max Theodor Mayer                            | deutscher Jurist und Politiker (Zentrum), MdR                                               | 68    |       |
| 23. April | Franz Carl Ehrlich                           | österreichischer Geologe                                                                    | 77    |       |
| 23. April | Joseph Huber                                 | deutscher Geiger und Komponist                                                              | 49    |       |
| 23. April | Eugen von Le Blanc Souville                  | preußischer Generalmajor                                                                    | 85    |       |
| 23. April | Stephen Taber                                | US-amerikanischer Politiker                                                                 | 65    |       |
| 23. April | William G. Whiteley                          | US-amerikanischer Politiker                                                                 | 66    |       |
| 24. April | Christoph Becker                             | Jurist, Mitglied der Frankfurter Nationalversammlung und des Preußischen Abgeordnetenhauses | 71    |       |
| 24. April | Christian Rohrer                             | Schweizer Politiker                                                                         | 74    |       |
| 26. April | Saturnino Fernández de Castro y de la Cotera | spanischer Geistlicher                                                                      | 59    |       |
| 26. April | Elise Flindt                                 | Theaterschauspielerin                                                                       |       |       |
| 27. April | Eugène Isabey                                | französischer Maler                                                                         | 82    |       |
| 27. April | Henry Hobson Richardson                      | US-amerikanischer Architekt                                                                 | 47    |       |
| 28. April | Karl Junghanns                               | deutscher Jurist und Politiker                                                              | 88    |       |
| 30. April | Agostino Bertani                             | italienischer Arzt, Politiker, Mitglied der Camera und Freiheitskämpfer                     | 73    |       |
| 30. April | Carl Eduard Cramer                           | deutscher Publizist in Leipzig, MdL                                                         | 69    |       |
| 30. April | Hieronymus Truhn                             | deutscher Dirigent, Komponist und Musikschriftsteller                                       | 74    |       |

## Mai
| Tag     | Name                                                | Beruf, bekannt als                                                                                    | Alter | Beleg |
| ------- | --------------------------------------------------- | --- | ----- | ----- |
| 1. Mai  | Andreas Dederich                                    | deutscher Gymnasiallehrer und Historiker, Ehrenbürger der Stadt Emmerich                              | 82    |       |
| 1. Mai  | Conrad Busken Huet                                  | niederländischer Schriftsteller und Kritiker                                                          | 59    |       |
| 1. Mai  | Charles Upham Shepard                               | US-amerikanischer Mineraloge                                                                          | 81    |       |
| 1. Mai  | Heinrich Stiehl                                     | deutscher Komponist, Organist und Dirigent                                                            | 56    |       |
| 2. Mai  | Isabella Braun                                      | deutsche Jugendbuchautorin                                                                            | 70    |       |
| 2. Mai  | Charles George Douglas-Hamilton, 7. Earl of Selkirk | britisch-schottischer Offizier und Peer                                                               | 38    |       |
| 2. Mai  | Hermann Kletke                                      | deutscher Lyriker, Schriftsteller und Publizist                                                       | 73    |       |
| 3. Mai  | Mary Outerbridge                                    | US-amerikanische Tennispionierin                                                                      | 34    |       |
| 3. Mai  | Hermann Sallmayer                                   | österreichischer Schriftsteller, Schauspieler, Theaterleiter                                          | 63    |       |
| 3. Mai  | Lewis Tillman                                       | amerikanischer Politiker                                                                              | 69    |       |
| 4. Mai  | Hermann Günther                                     | deutscher Pädagoge und Schulleiter                                                                    | 74    |       |
| 4. Mai  | James Muspratt                                      | britischer Chemiker und Industrieller                                                                 | 92    |       |
| 5. Mai  | Joseph Albert                                       | deutscher Fotograf und Erfinder                                                                       | 61    |       |
| 5. Mai  | Orlando B. Ficklin                                  | US-amerikanischer Politiker                                                                           | 77    |       |
| 5. Mai  | Henri Legrand du Saulle                             | französischer Arzt, Neurologe, Psychologe und Autor                                                   | 56    |       |
| 5. Mai  | Clemens August Schröder                             | deutscher Jurist, MdR                                                                                 |       |       |
| 5. Mai  | Louis Vautrey                                       | Schweizer römisch-katholischer Geistlicher und Historiker                                             | 56    |       |
| 6. Mai  | Karl Jenke                                          | deutscher Theaterschauspieler, Komiker, Theater- und Opernregisseur sowie Intendant und Bühnenbildner | 77    |       |
| 6. Mai  | Josef von Scheiger                                  | österreichischer Kulturhistoriker und Postbeamter                                                     | 85    |       |
| 7. Mai  | Jenny Bürde-Ney                                     | deutsche Sängerin                                                                                     | 61    |       |
| 7. Mai  | David Fisher                                        | US-amerikanischer Politiker (United States Whig Party)                                                | 91    |       |
| 7. Mai  | François Pollen                                     | niederländischer Naturforscher                                                                        | 44    |       |
| 7. Mai  | Carl Friedrich Gustav Vogt                          | deutscher Naturwissenschaftler und Pädagoge                                                           | 47    |       |
| 8. Mai  | Hans Paul Bernhard Gierke                           | deutscher Anatom                                                                                      | 38    |       |
| 8. Mai  | Adolf Grüzmann                                      | württembergischer Oberamtmann                                                                         | 77    |       |
| 8. Mai  | Wilhelmine Henneberg                                | deutsche Wohltäterin                                                                                  | 62    |       |
| 8. Mai  | Ferdinand Siebigk                                   | herzoglich anhaltinischer Verwaltungsbeamter und Archivar                                             | 63    |       |
| 9. Mai  | Facundo Bacardí                                     | spanisch-kubanischer Unternehmer und Gründer von Bacardi Limited                                      |       |       |
| 9. Mai  | Karl von Jendersky                                  | deutscher Theaterschauspieler und -regisseur                                                          | 50    |       |
| 9. Mai  | Julius Jordan                                       | Beamter, MdR im Norddeutschen Bund                                                                    | 78    |       |
| 10. Mai | Friedrich Wasmann                                   | deutscher Maler des Biedermeier                                                                       | 80    |       |
| 11. Mai | Wichard von Rochow                                  | preußischer Generalmajor                                                                              | 63    |       |
| 13. Mai | Carlota Luisa de Godoy y Borbón                     | Gräfin von Chinchón und Markgräfin von Boadilla del Monte                                             | 85    |       |
| 13. Mai | Theodor Mattern                                     | Berliner Kaufmann und Färbereibesitzer                                                                | 66    |       |
| 15. Mai | Emily Dickinson                                     | amerikanische Dichterin                                                                               | 55    |       |
| 16. Mai | Ambroise Verschaffelt                               | belgischer Gärtner und Buchautor                                                                      | 60    |       |
| 16. Mai | Peter Vogt                                          | Schweizer Förster und Politiker                                                                       | 64    |       |
| 16. Mai | Karl von Wurzbach                                   | Jurist, Politiker, Landeshauptmann und Landespräsident von Krain                                      | 76    |       |
| 17. Mai | Josef Haltrich                                      | sächsischer Lehrer, Pfarrer und Volkskundler                                                          | 63    |       |
| 17. Mai | Benjamin Babock Thurston                            | US-amerikanischer Politiker                                                                           | 81    |       |
| 20. Mai | Friedrich Bernstein                                 | deutscher Militär- und Verwaltungsbeamter                                                             | 68    |       |
| 20. Mai | Edouard Frère                                       | französischer Maler                                                                                   | 67    |       |
| 21. Mai | Jan Jacobs                                          | Mitglied des Preußischen Herrenhauses                                                                 | 67    |       |
| 21. Mai | Konrad Kraus                                        | deutscher Architekt und Schriftsteller                                                                | 52    |       |
| 21. Mai | Heinrich Wilken                                     | deutscher Lustspielautor, Schauspieler und Theaterdirektor                                            | 51    |       |
| 22. Mai | Johann Friedrich Voigt                              | deutscher Instanzrichter und Reichsoberhandelsgerichtsrat                                             | 81    |       |
| 23. Mai | Heinrich Auspitz                                    | österreichischer Dermatologe                                                                          | 50    |       |
| 23. Mai | Adriano Cecioni                                     | italienischer Maler                                                                                   | 49    |       |
| 23. Mai | Leopold von Ranke                                   | deutscher Historiker                                                                                  | 90    |       |
| 24. Mai | Xaveria Rudler                                      | französisch-deutsche Ordensfrau                                                                       | 74    |       |
| 24. Mai | Franz Xaver Schönwerth                              | deutscher Volkskundler                                                                                | 75    |       |
| 24. Mai | Georg Waitz                                         | deutscher Rechtshistoriker und Mediävist                                                              | 72    |       |
| 24. Mai | Ernst Willkomm                                      | deutscher Schriftsteller, Jurist und Philologe                                                        | 76    |       |
| 26. Mai | Hermann Bergmann                                    | österreichischer Architekt                                                                            | 69    |       |
| 26. Mai | Charles Louis Napoléon d’Albert                     | französischer Ballettkomponist und Ballettmeister                                                     | 77    |       |
| 26. Mai | Samuel A. Dobbins                                   | US-amerikanischer Politiker                                                                           | 72    |       |
| 26. Mai | Johann Friedrich Lochner                            | deutscher Unternehmer                                                                                 | 87    |       |
| 27. Mai | Theodor Maassen                                     | deutscher Historien- und Genremaler                                                                   | 69    |       |
| 28. Mai | Enno von Conring                                    | preußischer Generalmajor                                                                              | 57    |       |
| 28. Mai | Friedrich Michelis                                  | Philosoph, katholischer Theologe, Reichstagsabgeordneter                                              | 70    |       |
| 30. Mai | Georg Demetrius von Kleist                          | preußischer Generalleutnant                                                                           | 63    |       |
| 31. Mai | Johannes Heinrich Müller                            | deutscher Prähistoriker, Konservator und Hochschullehrer, Museumsleiter und Numismatiker              | 58    |       |

## Juni
| Tag      | Name                                         | Beruf, bekannt als | Alter | Beleg |
| -------- | -------------------------------------------- | --- | ----- | ----- |
| 1. Juni  | Hubert Dormagen                              | deutscher Arzt, Kunstsammler und Stifter                                                                                | 80    |       |
| 1. Juni  | John Kelly                                   | US-amerikanischer Politiker                                                                                             | 64    |       |
| 1. Juni  | Julius Adolph Stöckhardt                     | deutscher Agrarwissenschaftler                                                                                          | 77    |       |
| 2. Juni  | Friedrich von Gilsa                          | preußischer Generalmajor                                                                                                | 78    |       |
| 3. Juni  | Eduard Breier                                | österreichischer Autor und Journalist                                                                                   | 74    |       |
| 3. Juni  | Karl Lwanga                                  | ugandischer Märtyrer |       |       |
| 5. Juni  | Theodor August Behn                          | deutscher Reeder und Kaufmann                                                                                           | 69    |       |
| 5. Juni  | Karl Kalchbrenner                            | österreichisch-ungarischer Mykologe                                                                                     | 79    |       |
| 5. Juni  | Friedrich Gottlieb Eduard von Thaden         | Oberbürgermeister von Altona                                                                                            | 76    |       |
| 5. Juni  | Antonio Varas de la Barra                    | chilenischer Minister und Politiker                                                                                     | 68    |       |
| 5. Juni  | Joseph Weinzierl                             | Mitglied der kurhessischen Ständeversammlung                                                                            | 78    |       |
| 6. Juni  | Carl Jungheim                                | deutscher Landschaftsmaler der Düsseldorfer Schule                                                                      | 56    |       |
| 6. Juni  | Božidar Raič                                 | österreichischer Pfarrer und Linguist                                                                                   | 59    |       |
| 7. Juni  | Carl Bertheau der Ältere                     | deutscher evangelischer Theologe und Pädagoge                                                                           | 79    |       |
| 7. Juni  | Theodor von Bethmann-Hollweg                 | deutscher Jurist, Rittergutsbesitzer, Diplomat und Politiker, MdR                                                       | 64    |       |
| 7. Juni  | Richard March Hoe                            | US-amerikanischer Erfinder                                                                                              | 73    |       |
| 8. Juni  | Ludwig von Neapel-Sizilien                   | Graf von Trani und Prinz von Neapel-Sizilien                                                                            | 47    |       |
| 9. Juni  | Curt von Querfurth                           | deutscher Jurist, Heraldiker und Schriftsteller                                                                         | 59    |       |
| 10. Juni | William Wyatt                                | Protektor der Aborigines in South Australia                                                                             |       |       |
| 11. Juni | Thomas Francis Hendricken                    | irischer Geistlicher, Bischof von Providence                                                                            | 59    |       |
| 12. Juni | Léon Laurent-Pichat                          | französischer Schriftsteller und Politiker                                                                              | 62    |       |
| 12. Juni | Joseph Ludwig Christoph Reichlin von Meldegg | österreich-ungarischer Feldmarschallleutnant                                                                            | 82    |       |
| 13. Juni | Carl Emil Viktor von Gonzenbach              | Schweizer Kaufmann und Politiker                                                                                        | 70    |       |
| 13. Juni | Bernhard von Gudden                          | deutscher Mediziner | 62    |       |
| 13. Juni | Ludwig II.                                   | König von Bayern (1864–1886)                                                                                            | 40    |       |
| 13. Juni | Friedrich von Monts                          | preußischer General der Infanterie                                                                                      | 84    |       |
| 13. Juni | Johannes Neumann                             | deutscher Gutsbesitzer und Politiker (NLP), MdR                                                                         | 69    |       |
| 14. Juni | Alexander Nikolajewitsch Ostrowski           | russischer Dramatiker                                                                                                   | 63    |       |
| 14. Juni | Ernst von Saldern                            | deutscher Verwaltungsbeamter                                                                                            | 42    |       |
| 15. Juni | Aloisius Palazzolo                           | Ordensgründer und Seliger der römisch-katholischen Kirche                                                               | 58    |       |
| 15. Juni | Pascal Sébah                                 | Photograph und anerkannter Chronist des osmanischen Reiches                                                             |       |       |
| 16. Juni | Peter Joseph Elvenich                        | römisch-katholischer Theologe und Philosoph; Hochschullehrer und Bibliothekar in Breslau                                | 90    |       |
| 16. Juni | Edwin Percy Whipple                          | US-amerikanischer Essayist                                                                                              | 67    |       |
| 17. Juni | Anton Höfliger                               | Schweizer Jurist und Politiker                                                                                          | 74    |       |
| 17. Juni | Charles Bunbury                              | britischer Naturforscher, Botaniker und Tagebuchschreiber                                                               | 77    |       |
| 19. Juni | Augustus Charles Hobart                      | britisch-türkischer Admiral                                                                                             | 64    |       |
| 21. Juni | Carl Julius Caesar                           | deutscher Philologe | 70    |       |
| 21. Juni | Hugh Welch Diamond                           | britischer Psychiater und Fotograf                                                                                      |       |       |
| 21. Juni | Junius Hillyer                               | US-amerikanischer Politiker                                                                                             | 79    |       |
| 21. Juni | Daniel Dunglas Home                          | britisches Medium | 53    |       |
| 22. Juni | Josef Vogl                                   | deutscher Lehrer, Begründer der Trachtenbewegung in Bayern                                                              | 38    |       |
| 24. Juni | William King                                 | britischer Geologe und Paläoanthropologe                                                                                | 77    |       |
| 25. Juni | Jean-Louis Beaudry                           | kanadischer Politiker und Unternehmer                                                                                   | 77    |       |
| 25. Juni | Franz Heyne                                  | deutscher Pädagoge und evangelischer Theologe                                                                           | 73    |       |
| 25. Juni | Carl Spiegel von und zu Peckelsheim          | deutscher Verwaltungsbeamter, Rittergutsbesitzer und Parlamentarier                                                     | 78    |       |
| 25. Juni | Friedrich Voltz                              | deutscher Tier- und Landschaftsmaler                                                                                    | 68    |       |
| 26. Juni | David Davis                                  | US-amerikanischer Politiker und Richter am Obersten Gerichtshof                                                         | 71    |       |
| 26. Juni | Alfred von Pallavicini                       | österreichischer Offizier und Bergsteiger                                                                               | 38    |       |
| 27. Juni | Carl Friedrich Meyer                         | deutscher Arzt und Psychiater                                                                                           | 82    |       |
| 27. Juni | Heinrich von Puttkamer                       | preußischer General der Artillerie                                                                                      | 67    |       |
| 30. Juni | Carl Engelhart                               | deutscher Politiker und Bürgermeister von Mühlhausen, Thüringen sowie Mitglied des preußischen Herrenhauses (1856–1883) |       |       |
| 30. Juni | Hermann Genthe                               | deutscher Klassischer Philologe, Prähistoriker und Gymnasialdirektor                                                    | 48    |       |

## Juli
| Tag      | Name                               | Beruf, bekannt als                                                            | Alter | Beleg |
| -------- | ---------------------------------- | ----------------------------------------------------------------------------- | ----- | ----- |
| 1. Juli  | Hermann von Abich                  | deutscher Mineraloge, Geologe und Forschungsreisender                         | 79    |       |
| 2. Juli  | Ettore Caporali                    | italienischer Mathematiker                                                    | 30    |       |
| 2. Juli  | Justus Heer                        | Schweizer evangelischer Geistlicher                                           | 45    |       |
| 3. Juli  | Kenneth Robert Henderson Mackenzie | britischer Übersetzer, Privatgelehrter und Okkultist                          | 52    |       |
| 3. Juli  | Hermann von Redern                 | königlich-preußischer Generalleutnant                                         | 66    |       |
| 3. Juli  | Alonzo Sessions                    | US-amerikanischer Politiker                                                   | 75    |       |
| 4. Juli  | Pitikwahanapiwiyin                 | Häuptling der Plains Cree                                                     |       |       |
| 5. Juli  | Johann Friedl                      | österreichischer Stadtbaumeister                                              | 73    |       |
| 6. Juli  | Albert von Böhme                   | deutscher Opernsänger (Tenor) und Gesangspädagoge                             | 82    |       |
| 6. Juli  | Franz von Borcke                   | preußischer Generalleutnant                                                   | 84    |       |
| 6. Juli  | Paul Hamilton Hayne                | US-amerikanischer Dichter                                                     | 55    |       |
| 7. Juli  | Jacques-Louis Battmann             | französischer Komponist und Organist                                          | 67    |       |
| 8. Juli  | William Hinson Cole                | US-amerikanischer Politiker                                                   | 49    |       |
| 8. Juli  | Joseph Hippolyte Guibert           | französischer Erzbischof und Kardinal                                         | 83    |       |
| 10. Juli | Agnes von Württemberg              | deutsche Fürstin und Schriftstellerin                                         | 50    |       |
| 10. Juli | Henry Kirke Brown                  | US-amerikanischer Bildhauer                                                   | 72    |       |
| 11. Juli | Bernardino Biondelli               | italienischer Romanist und Dialektologe                                       | 82    |       |
| 11. Juli | Jules Malou                        | belgischer Staatsmann                                                         | 75    |       |
| 12. Juli | Ferdinand Berthier                 | französischer Gehörlosenpädagoge                                              | 82    |       |
| 12. Juli | Edwin Flye                         | US-amerikanischer Politiker                                                   | 69    |       |
| 12. Juli | Julius Hopf                        | deutscher Versicherungsbevollmächtigter und Politiker (NLP), MdR              | 46    |       |
| 12. Juli | Tomás Villalba                     | Interimspräsident Uruguays                                                    | 80    |       |
| 13. Juli | Wilhelm Hillebrand                 | deutscher Arzt und Botaniker                                                  | 64    |       |
| 13. Juli | Oskar von Sydow                    | deutscher evangelisch-lutherischer Geistlicher, Lehrer und Schriftsteller     | 75    |       |
| 14. Juli | Bruno von Heister                  | deutscher Rittergutsbesitzer und Parlamentarier                               | 49    |       |
| 14. Juli | Christian Friedrich Neue           | deutscher Klassischer Philologe                                               |       |       |
| 15. Juli | Cäsar Willich                      | deutscher Porträt- und Genremaler                                             | 60    |       |
| 16. Juli | Ned Buntline                       | US-amerikanischer Herausgeber, Journalist, Schriftsteller von Groschenromanen | 63    |       |
| 17. Juli | Carl Julius Schulz                 | deutscher Fabrikant, Handelskammerpräsident                                   | 58    |       |
| 18. Juli | Friedrich Haas                     | Orgelbauer                                                                    | 75    |       |
| 18. Juli | Friedrich Pfaff                    | deutscher Mineraloge und Hochschullehrer                                      | 61    |       |
| 18. Juli | Cesário Verde                      | portugiesischer Dichter                                                       | 31    |       |
| 19. Juli | Jens Peter Junggreen               | Tabakfabrikant und Politiker, MdR                                             | 58    |       |
| 19. Juli | Ahiman Louis Miner                 | US-amerikanischer Politiker                                                   | 81    |       |
| 20. Juli | Gerhard von Zezschwitz             | deutscher lutherischer Theologe                                               | 61    |       |
| 21. Juli | Ludwig von Beughem                 | deutscher Politiker, MdR                                                      | 80    |       |
| 21. Juli | Maximilian Duncker                 | deutscher Historiker und Politiker                                            | 74    |       |
| 21. Juli | Carl Theodor von Piloty            | deutscher Maler                                                               | 59    |       |
| 22. Juli | Francesco Filippuzzi               | italienischer Chemiker                                                        |       |       |
| 22. Juli | Karl Leopold Michaelis             | deutscher Jurist und Politiker (NLP), MdR                                     | 64    |       |
| 23. Juli | Hermann Maas                       | deutscher Chirurg und Hochschullehrer                                         | 44    |       |
| 24. Juli | Alfred Ferdinand Baldamus          | deutscher Politiker, MdR                                                      | 65    |       |
| 24. Juli | Nikolaus Ganter                    | deutscher Maler und Lokaldichter                                              | 76    |       |
| 24. Juli | Karl von Willisen                  | preußischer General der Kavallerie, Gouverneur von Berlin                     | 66    |       |
| 25. Juli | John Moses Brunswick               | US-amerikanischer Geschäftsmann                                               | 66    |       |
| 25. Juli | Carl Dreyer                        | badischer Generalleutnant                                                     | 90    |       |
| 25. Juli | Carl Ehrich                        | deutscher Kantor und Organist                                                 | 83    |       |
| 25. Juli | Eliza Lynch                        | Lebensgefährtin des paraguayischen Präsidenten Francisco Solano López         | 52    |       |
| 26. Juli | Eugen Degele                       | deutscher Opern- und Konzertsänger                                            | 52    |       |
| 26. Juli | Carl Wilhelm Casimir Fuchs         | deutscher Geologe, Mineraloge und Botaniker                                   | 48    |       |
| 27. Juli | Theodor von Gessler                | deutscher Jurist und Politiker                                                | 61    |       |
| 27. Juli | Friedrich Hallwachs                | nationalliberaler hessischer Politiker                                        | 57    |       |
| 28. Juli | Walter Büchtemann                  | deutscher Eisenbahndirektor und Politiker (DFP), MdR                          | 47    |       |
| 29. Juli | Friedrich von Bothmer              | bayerischer Offizier, zuletzt General der Infanterie                          | 80    |       |
| 29. Juli | Adolf Müller senior                | österreichisch-ungarischer Schauspieler und Komponist                         | 84    |       |
| 30. Juli | Salomon Ganzfried                  | Rabbiner, Talmudist                                                           |       |       |
| 31. Juli | Minona Frieb-Blumauer              | deutsche Schauspielerin                                                       | 70    |       |
| 31. Juli | Franz Liszt                        | Komponist und Pianist der Romantik                                            | 74    |       |

## August
| Tag        | Name                              | Beruf, bekannt als                                                               | Alter | Beleg |
| ---------- | --------------------------------- | -------------------------------------------------------------------------------- | ----- | ----- |
| 3. August  | Jan Lam                           | österreichischer Journalist und Schriftsteller polnischer Nationalität           | 48    |       |
| 4. August  | William P. Richardson             | US-amerikanischer Jurist, Offizier und Politiker                                 | 62    |       |
| 4. August  | Samuel J. Tilden                  | US-amerikanischer Politiker                                                      | 72    |       |
| 5. August  | Felipe Larios                     | mexikanischer Musiker, Musikpädagoge, Dirigent und Komponist                     |       |       |
| 5. August  | Theodoros Georgios Orphanides     | griechischer Botaniker                                                           |       |       |
| 6. August  | Fritz Brunner                     | Schweizer Architekt                                                              | 46    |       |
| 6. August  | Wilhelm Scherer                   | Germanist                                                                        | 45    |       |
| 6. August  | Katharine Weißgerber              | deutsche Ordensträgerin                                                          | 68    |       |
| 7. August  | Adolphus Graf von der Decken      | Majoratsherr, Legationsrat, Kammerrat und Mitglied des Staatsrates               | 79    |       |
| 7. August  | Daniel Friedrich Ludwig Pistor    | deutscher Jurist, Burschenschafter und revolutionärer Freiheitskämpfer           | 79    |       |
| 7. August  | Carl Alexander Stuhlmann          | deutscher Jurist in Hamburg                                                      | 71    |       |
| 8. August  | Emil von Rohrscheidt              | preußischer Landrat, Rittergutsbesitzer und Parlamentarier                       | 77    |       |
| 8. August  | Gedalja Tiktin                    | königlicher Landesrabbiner in Schlesien                                          |       |       |
| 9. August  | Friedrich Bacmeister              | deutscher Soldat in Österreich und Preußen; Seemann in den USA                   | 46    |       |
| 9. August  | Samuel Ferguson                   | britischer Anwalt, Archivar, Dichter und Schriftsteller                          | 76    |       |
| 10. August | Lewis Beach                       | US-amerikanischer Jurist und Politiker                                           | 51    |       |
| 10. August | George Busk                       | britischer Chirurg, Zoologe und Paläontologe                                     | 78    |       |
| 10. August | Eduard Grell                      | deutscher Komponist und Organist                                                 | 85    |       |
| 10. August | John W. Stevenson                 | US-amerikanischer Politiker                                                      | 74    |       |
| 11. August | Josef von Bauer                   | österreichischer Jurist und Politiker, Landtagsabgeordneter                      | 69    |       |
| 11. August | Konstantin von Kleist             | kurländischer Landesbeamter                                                      | 73    |       |
| 11. August | Lydia Koidula                     | estnische Schriftstellerin                                                       | 42    |       |
| 12. August | James Henry McLean                | US-amerikanischer Politiker                                                      | 56    |       |
| 12. August | Carl Plötz                        | deutscher Entomologe                                                             | ≈72   |       |
| 12. August | Karl Snell                        | deutscher Hochschullehrer, Professor für Mathematik und Physik                   | 80    |       |
| 12. August | Adelina Spech-Salvi               | italienische Opernsängerin                                                       | 74    |       |
| 13. August | Adolf von Doß                     | deutscher Adeliger, Jesuit, Autor und Komponist                                  | 60    |       |
| 14. August | Bernhard Jülg                     | deutscher Sprachforscher                                                         | 60    |       |
| 14. August | Edmond Laguerre                   | französischer Mathematiker                                                       | 52    |       |
| 15. August | Julius Carl Friedrich Aßmann      | deutscher Uhrenfabrikant                                                         | 58    |       |
| 15. August | Friedrich Georg Pieschel          | deutscher Kommunalpolitiker und Parlamentarier                                   | 67    |       |
| 16. August | Ramakrishna                       | hinduistischer Mystiker                                                          | 50    |       |
| 17. August | Alexander Michailowitsch Butlerow | russischer Chemiker                                                              | 57    |       |
| 18. August | Edgar Bauer                       | philosophischer Schriftsteller                                                   | 65    |       |
| 18. August | Eli Whitney Blake, Sr.            | US-amerikanischer Erfinder des „Blake Crusher“                                   | 91    |       |
| 18. August | Peter Burnitz                     | deutscher Maler                                                                  | 62    |       |
| 18. August | Agustín Caballero                 | mexikanischer Musikpädagoge                                                      | ≈71   |       |
| 18. August | Paul Dupont des Loges             | deutsch-französischer Geistlicher, Bischof von Metz und Politiker (Zentrum), MdR | 81    |       |
| 18. August | Philippe Fournier                 | Schweizer Politiker und Staatsrat des Kantons Freiburg                           | 68    |       |
| 18. August | James Tufts                       | US-amerikanischer Politiker                                                      | 56    |       |
| 19. August | William Bennett Fleming           | US-amerikanischer Politiker                                                      | 82    |       |
| 20. August | Ann S. Stephens                   | US-amerikanische Schriftstellerin                                                | 76    |       |
| 22. August | Amos Adams Lawrence               | US-amerikanischer Unternehmer                                                    | 72    |       |
| 22. August | Jeannette Wilkinson               | englisch-britische Gewerkschafterin und Frauenwahlrechtsaktivistin               | 45    |       |
| 23. August | Félix-Étienne Ledent              | belgischer Pianist, Komponist und Musikpädagoge                                  | 69    |       |
| 23. August | Henry Hopkins Sibley              | Offizier in den Armeen der Vereinigten Staaten von Amerika                       | 70    |       |
| 24. August | Wolf Landau                       | deutscher Oberrabbiner                                                           | 75    |       |
| 24. August | María Encarnación Rosal           | Ordensschwester des Bethlemita-Ordens, Ordensgründerin                           | 65    |       |
| 24. August | Cyprien Revel                     | Schweizer Politiker und Richter                                                  | 81    |       |
| 25. August | Hermann Friedrich Beckh           | deutscher Jurist und Politiker                                                   | 80    |       |
| 26. August | Edmund Gedult von Jungenfeld      | deutscher Kaufmann und Ehrenbürger von Mainz                                     | 72    |       |
| 26. August | Friedrich Wilhelm Lüdersdorff     | deutscher Chemiker, preußischer Politiker                                        | 85    |       |
| 28. August | Adolf Schneider                   | deutscher Verwaltungsjurist                                                      | 80    |       |
| 29. August | Rufus P. Spalding                 | US-amerikanischer Jurist und Politiker                                           | 88    |       |
| 30. August | Francesco Lacedelli               | italienisch-österreichischer Bergsteiger                                         | 90    |       |
| 30. August | Ferris Jacobs junior              | US-amerikanischer Jurist, Offizier und Politiker                                 | 50    |       |
| 31. August | Jacob Hamblin                     | US-amerikanischer Pionier                                                        | 67    |       |

## September
| Tag           | Name                            | Beruf, bekannt als                                                                     | Alter | Beleg |
| ------------- | ------------------------------- | -------------------------------------------------------------------------------------- | ----- | ----- |
| 1. September  | Josef von Rosthorn              | österreichischer Industrieller                                                         | 70    |       |
| 1. September  | Franz Schuselka                 | österreichischer Politiker                                                             | 75    |       |
| 2. September  | Wilhelm du Plessis              | preußischer Generalmajor                                                               | 66    |       |
| 2. September  | Andrzej Grabowski               | polnischer Maler                                                                       | 52    |       |
| 2. September  | Otto Saedt                      | deutscher Jurist                                                                       | 70    |       |
| 3. September  | Friedrich Hetzel                | deutscher Bankier                                                                      | 81    |       |
| 3. September  | Adolf Roesicke                  | deutscher Unternehmer                                                                  | 68    |       |
| 3. September  | William W. Snow                 | US-amerikanischer Politiker                                                            | 74    |       |
| 4. September  | Benjamin Franklin Cheatham      | Goldminenbesitzer und General der Konföderierten Staaten im Amerikanischen Bürgerkrieg | 65    |       |
| 5. September  | Gottfried Delius                | deutscher Unternehmer                                                                  | 84    |       |
| 5. September  | Josef Rübsam                    | deutscher Richter und Parlamentarier                                                   | 64    |       |
| 6. September  | Vicente Pérez Rosales           | chilenischer Abenteurer, Politiker, Diplomat und Schriftsteller                        | 79    |       |
| 7. September  | Joseph-Hugues Fabisch           | französischer Bildhauer                                                                | 74    |       |
| 7. September  | Heinrich Minckwitz              | deutscher Revolutionär und Parlamentarier (DFP), MdR                                   | 67    |       |
| 8. September  | Adolf Rogge                     | deutscher Theologe und Lokalhistoriker                                                 | 59    |       |
| 9. September  | Eugenie Erdösy                  | ungarische Theaterschauspielerin und Sängerin                                          |       |       |
| 9. September  | Franz Chassot von Florencourt   | deutscher Schriftsteller                                                               | 83    |       |
| 9. September  | Hermann Anthony Cornelius Weber | deutscher Politiker, MdHB, Senator und Bürgermeister                                   | 63    |       |
| 10. September | Paul Soleillet                  | französischer Afrikareisender                                                          | 44    |       |
| 11. September | Eduard Robert Flegel            | deutscher Forschungsreisender und Afrikaforscher                                       | 33    |       |
| 11. September | Giuseppe Giovanelli             | Bürgermeister von Venedig                                                              | 61    |       |
| 11. September | Ludwig Loewe                    | deutscher Unternehmer und Politiker (DFP), MdR                                         | 48    |       |
| 13. September | George William von Simpson      | deutscher Rittergutsbesitzer und Politiker, MdR                                        | 66    |       |
| 14. September | Georg Bauch                     | deutscher Politiker (Zentrum), MdR                                                     | 66    |       |
| 14. September | Hubert Ries                     | deutscher Geiger und Komponist                                                         | 84    |       |
| 15. September | Rudolf Beckh                    | württembergischer Landtagsabgeordneter                                                 | 82    |       |
| 15. September | Carmine Gori-Merosi             | italienischer Kardinal                                                                 | 76    |       |
| 15. September | Hugo Schwantzer                 | deutscher Organist, Komponist und Hochschullehrer                                      | 57    |       |
| 16. September | Heinrich Beyer                  | deutscher Archivar und Historiker                                                      | 80    |       |
| 16. September | Lincoln Clark                   | US-amerikanischer Politiker                                                            | 86    |       |
| 16. September | Carl Damm                       | katholischer Priester, Politiker und Teilnehmer an der Revolution 1848/1849            | 74    |       |
| 17. September | Asher Brown Durand              | nordamerikanischer Maler                                                               | 90    |       |
| 17. September | Hermann Jimmerthal              | deutscher Organist                                                                     | 77    |       |
| 19. September | Max Rötger                      | preußischer Beamter                                                                    | 56    |       |
| 19. September | Edward von Steinle              | österreichischer Maler                                                                 | 76    |       |
| 20. September | Johann Ludwig Neugeboren        | siebenbürgischer evangelischer Geistlicher und Naturforscher                           | 80    |       |
| 21. September | Carl Hinckeldeyn                | Lübecker Arzt und Politiker                                                            | 40    |       |
| 23. September | August von Hahn                 | hessischer Oberrechnungskammerpräsident                                                | 64    |       |
| 24. September | Jeremiah Francis Shanahan       | US-amerikanischer Geistlicher, Bischof von Harrisburg                                  | 52    |       |
| 24. September | Friedrich Wigger                | deutscher Archivar                                                                     | 61    |       |
| 25. September | Karl Leopold Strauven           | deutscher Notar und Heimatforscher                                                     | 71    |       |
| 26. September | Josef Partsch                   | schlesischer Volkskünstler                                                             | 72    |       |
| 27. September | Albert von Wolff                | württembergischer Oberamtmann                                                          | 67    |       |
| 28. September | August Stähelin                 | Schweizer Politiker                                                                    | 74    |       |
| 30. September | Franz Adam                      | deutscher Schlachten- und Pferdemaler                                                  | 71    |       |
| 30. September | Eduard von Bomhard              | bayerischer Justizminister (1864–1867)                                                 | 76    |       |
| 30. September | Peter Heinrich Wilhelm Großmann | deutscher Politiker, MdHB, Senator und Kaufmann                                        | 79    |       |
| 30. September | Botho von Hülsen                | deutscher Intendant                                                                    | 70    |       |
| 30. September | Max Preßler                     | deutscher Forstwissenschaftler, Ökonom und Erfinder                                    | 71    |       |

## Oktober
| Tag         | Name                                            | Beruf, bekannt als                                                                  | Alter | Beleg |
| ----------- | ----------------------------------------------- | ----------------------------------------------------------------------------------- | ----- | ----- |
| 1. Oktober  | Peter Funder                                    | österreichischer römisch-katholischer Bischof von Gurk (1881–1886)                  | 65    |       |
| 1. Oktober  | Richard Jacobs Haldeman                         | US-amerikanischer Politiker                                                         | 55    |       |
| 2. Oktober  | Friedrich Wilhelm Eisold                        | deutscher Baumeister und Bauunternehmer, Ziegeleifabrikant                          | 55    |       |
| 2. Oktober  | Ludwig-Ernst Toelle                             | deutscher Textilfabrikant und Stadtverordneter in Barmen                            |       |       |
| 4. Oktober  | George French Angas                             | Maler                                                                               | 64    |       |
| 4. Oktober  | Leopold von Schuhmann                           | preußischer Unterstaatssekretär                                                     | 71    |       |
| 5. Oktober  | Clement Mansfield Ingleby                       | englischer Kritiker                                                                 | 62    |       |
| 5. Oktober  | Josef Löw                                       | böhmischer Komponist                                                                | 52    |       |
| 5. Oktober  | Alfred Konstantin zu Salm-Salm                  | Standesherr und Politiker                                                           | 71    |       |
| 6. Oktober  | Edward William Godwin                           | englischer Architekt und Designer                                                   | 53    |       |
| 6. Oktober  | Thomas Talbot                                   | US-amerikanischer Politiker                                                         | 68    |       |
| 7. Oktober  | William Barnes                                  | englischer Schriftsteller, Dialektdichter und Philologe                             | 85    |       |
| 7. Oktober  | Ernst Teichert                                  | deutscher Töpfer, Ofen- und Porzellanfabrikant                                      | 54    |       |
| 8. Oktober  | Lorenz Hutschenreuther                          | deutscher Porzellanfabrikant                                                        | 69    |       |
| 8. Oktober  | Georg Jung                                      | preußischer Politiker                                                               | 72    |       |
| 8. Oktober  | Austin F. Pike                                  | US-amerikanischer Politiker (Republikanische Partei)                                | 66    |       |
| 8. Oktober  | Claus Pavels Riis                               | norwegischer Dichter                                                                | 60    |       |
| 9. Oktober  | Jean-Jacques Uhrich                             | französischer Offizier und General                                                  | 84    |       |
| 10. Oktober | Johann Baptist Egli                             | Schweizer römisch-katholischer, später christkatholischer Geistlicher               | 65    |       |
| 10. Oktober | Wilhelm Lehmann                                 | deutscher Auswanderer, Gründer mehrerer argentinischer Städte                       | 46    |       |
| 10. Oktober | Johann Evangelist Wagner                        | deutscher römisch-katholischer Geistlicher                                          | 78    |       |
| 10. Oktober | David Levy Yulee                                | US-amerikanischer Politiker (Demokratische Partei)                                  | 76    |       |
| 11. Oktober | Victor Ofenheim von Ponteuxin                   | österreichischer Industrieller und Honorargeneralkonsul für das Kaiserreich Persien | 65    |       |
| 12. Oktober | Georg Wilhelm Stange                            | Lübecker Kaufmann und Politiker                                                     |       |       |
| 13. Oktober | Felix von Lilien                                | Beamter und Politiker in Preußen                                                    | 82    |       |
| 14. Oktober | Benjamin A. Willis                              | US-amerikanischer Jurist, Offizier und Politiker                                    | 46    |       |
| 15. Oktober | Eduard Wiener von Welten                        | österreichischer Großhändler und Bankier                                            | 64    |       |
| 15. Oktober | Leopold Würtenberger                            | deutscher Geologe                                                                   | 40    |       |
| 16. Oktober | Gheorghe A. Polizu                              | rumänischer Arzt und Lexikograf, Romanist, Germanist und Rumänist                   |       |       |
| 16. Oktober | Mayer Carl von Rothschild                       | deutscher Bankier                                                                   | 66    |       |
| 18. Oktober | Rudolph Engelhardt                              | deutscher Opern- und Konzertsänger                                                  |       |       |
| 19. Oktober | Hermann von Leipziger                           | deutscher Rittergutsbesitzer, Reichstagsabgeordneter                                | 72    |       |
| 20. Oktober | Johann Konrad Egloff                            | Schweizer Nationalrat und Militär                                                   | 78    |       |
| 21. Oktober | Frederick Guthrie                               | britischer Physiker und Chemiker                                                    | 53    |       |
| 21. Oktober | José Hernández                                  | argentinischer Journalist und Dichter                                               | 51    |       |
| 22. Oktober | Albert Wigand                                   | deutscher Botaniker                                                                 | 65    |       |
| 23. Oktober | Peter Backé                                     | deutscher Politiker (konservative), Landtagsabgeordneter Großherzogtum Hessen       | 70    |       |
| 23. Oktober | Heinrich Stuhlmann                              | deutscher Maler und Grafiker                                                        | 82    |       |
| 24. Oktober | Friedrich Ferdinand von Beust                   | sächsischer und österreichischer Politiker                                          | 77    |       |
| 24. Oktober | Adolf Lüderitz                                  | deutscher Großkaufmann und Begründer der Kolonie Deutsch-Südwestafrika              | 52    |       |
| 25. Oktober | Wilhelm Christoph Adolf Schenck zu Schweinsberg | Kreisrat im Großherzogtum Hessen                                                    | 61    |       |
| 25. Oktober | Mason Tappan                                    | US-amerikanischer Politiker                                                         | 69    |       |
| 26. Oktober | Serafino Balestra                               | Schweizer Priester, Archäologe und Erzieher von Gehörlosen                          | 55    |       |
| 26. Oktober | Johann Hönig                                    | österreichischer Mathematiker                                                       | 76    |       |
| 26. Oktober | Anders Christian Lunde                          | dänischer Landschaftsmaler                                                          | 77    |       |
| 26. Oktober | Carl Pischinger                                 | österreichischer Tiermaler                                                          | 63    |       |
| 26. Oktober | Giovanni Antonio Vanoni                         | Schweizer Maler                                                                     | 76    |       |
| 27. Oktober | Joseph Euler                                    | preußischer Notar und Politiker der demokratischen Bewegung                         | 82    |       |
| 29. Oktober | Viktor Pierre                                   | österreichischer Physiker und Hochschullehrer                                       | 66    |       |
| 31. Oktober | James H. Goss                                   | US-amerikanischer Politiker                                                         | 66    |       |
| 31. Oktober | Robert Oswald von Ulrici                        | deutscher Forstmann und Beamter                                                     | 70    |       |

## November
| Tag          | Name                                    | Beruf, bekannt als                                                                            | Alter | Beleg |
| ------------ | --------------------------------------- | --------------------------------------------------------------------------------------------- | ----- | ----- |
| 1. November  | Eugène Lachat                           | römisch-katholischer Bischof                                                                  | 67    |       |
| 2. November  | Théodore Aubanel                        | französischer Dichter und Dramatiker provenzalischer Sprache, Gründungsmitglied des Félibrige | 57    |       |
| 2. November  | Mary Chesnut                            | US-amerikanische Autorin und Zeitzeugin des Amerikanischen Bürgerkrieges                      | 63    |       |
| 2. November  | Wilhelm Loewe                           | deutscher Arzt und Politiker (DFP, NLP), MdR                                                  | 71    |       |
| 3. November  | Philipp Baum                            | deutscher Architekt                                                                           | 36    |       |
| 3. November  | George Robison Black                    | US-amerikanischer Politiker                                                                   | 51    |       |
| 3. November  | James Carroll Robinson                  | US-amerikanischer Politiker                                                                   | 63    |       |
| 4. November  | Alexander von Münchhausen               | hannoverscher Staatsmann                                                                      | 73    |       |
| 6. November  | Friedrich Wilhelm Stohlmann             | deutscher Arzt, Lokalpolitiker und Meteorologe                                                | 83    |       |
| 7. November  | Carl von Bloedau                        | deutscher Geheimrat und Leibarzt der Fürsten von Schwarzburg-Sondershausen                    | 82    |       |
| 7. November  | Josef Messner                           | österreichischer Bildhauer und Maler                                                          | 49    |       |
| 8. November  | Bernhard Braunsdorf                     | erster sächsischer Bergjurist und Bergamtsdirektor                                            | 78    |       |
| 8. November  | Hermann Strassburger                    | deutscher Unternehmer                                                                         | 66    |       |
| 9. November  | Jan-Daniel Georgens                     | deutscher Pädagoge und Arzt                                                                   | 63    |       |
| 10. November | Filipina Brzezińska                     | polnische Komponistin und Pianistin                                                           | 86    |       |
| 10. November | Friedrich Traugott Helbig               | sächsischer Bildhauer                                                                         | 27    |       |
| 10. November | Henri Jordan                            | deutscher Klassischer Philologe                                                               | 53    |       |
| 11. November | Paul Bert                               | französischer Physiologe und Politiker                                                        | 53    |       |
| 11. November | Gustav Adolf Fischer                    | deutscher Afrikaforscher                                                                      | 38    |       |
| 11. November | Alexander von Schoeller                 | deutsch-österreichischer Bankier, Großindustrieller und Großunternehmer                       | 81    |       |
| 12. November | Archibald Alexander Hodge               | US-amerikanischer presbyterianischer Theologe, Rektor des Princeton Theological Seminary      | 63    |       |
| 13. November | Paul Johann Friedrich Boysen            | Bürgermeister, Oberbürgermeister und Ehrenbürger von Hildesheim                               | 83    |       |
| 13. November | Ignaz Dörr                              | deutscher Orgelbauer                                                                          | 57    |       |
| 14. November | Alexandre-Emile Béguyer de Chancourtois | französischer Chemiker und Geologe                                                            | 67    |       |
| 15. November | Fidel von Baur-Breitenfeld              | württembergischer Diplomat und Gesandter                                                      | 51    |       |
| 15. November | Gustav Heine von Geldern                | deutsch-österreichischer Publizist                                                            |       |       |
| 15. November | Ludwig Rose                             | deutscher Rittergutsbesitzer und Politiker, MdR                                               | 67    |       |
| 16. November | Robert Linderer                         | deutscher Schriftsteller                                                                      | 61    |       |
| 17. November | Ludwig Brill                            | deutscher Lehrer und Dichter                                                                  | 48    |       |
| 17. November | Louis Schlösser                         | deutscher Komponist und Konzertvirtuose                                                       | 86    |       |
| 18. November | Chester A. Arthur                       | US-amerikanischer Politiker, 21. Präsident der USA                                            | 57    |       |
| 20. November | John Arnot junior                       | US-amerikanischer Politiker                                                                   | 55    |       |
| 20. November | William Bliss Baker                     | US-amerikanischer Landschaftsmaler                                                            | 26    |       |
| 20. November | Charles B. Hoard                        | US-amerikanischer Politiker                                                                   | 81    |       |
| 20. November | Wenzeslaus Mattes                       | deutscher römisch-katholischer Geistlicher, Hochschullehrer und Politiker                     | 71    |       |
| 20. November | John S. Phelps                          | US-amerikanischer Politiker                                                                   | 71    |       |
| 20. November | Rebecca Solomon                         | englische Malerin                                                                             | 54    |       |
| 21. November | Charles Francis Adams, Sr.              | US-amerikanischer Jurist und Politiker                                                        | 79    |       |
| 21. November | Friedrich Grohé                         | deutscher Pathologe und Anatom                                                                | 56    |       |
| 21. November | Ernst Leonhard Heubner                  | deutscher Jurist und Politiker                                                                | 83    |       |
| 21. November | Johannes Scherr                         | deutscher Kulturhistoriker und Autor                                                          | 69    |       |
| 21. November | James Lindsay Seward                    | US-amerikanischer Politiker                                                                   | 73    |       |
| 21. November | Rudolf von Uechtritz                    | deutscher Entomologe und Botaniker                                                            | 47    |       |
| 22. November | Hascher bin Maktum                      | Herrscher des Emirates Dubai                                                                  |       |       |
| 22. November | Abraham Everard Simon Thomas            | niederländischer Mediziner                                                                    | 66    |       |
| 23. November | Wilhelm Junkmann                        | deutscher (Hochschul-)Lehrer, Historiker, Schriftsteller und Politiker                        | 75    |       |
| 23. November | Hermann Killisch von Horn               | deutscher Jurist, Journalist und Unternehmer                                                  | 65    |       |
| 23. November | Leopold Kompert                         | böhmischer Schriftsteller                                                                     | 64    |       |
| 23. November | José María Orberá Carrión               | Bischof von Almería in Spanien                                                                | 59    |       |
| 24. November | Emil Hardrat                            | deutsch-amerikanischer lutherischer Geistlicher und Politiker                                 | 76    |       |
| 24. November | Georg Theodor Siemssen                  | deutscher Kaufmann                                                                            | 70    |       |
| 25. November | Robert Leckie                           | schottischer Fußballspieler                                                                   | 40    |       |
| 25. November | Richard Karlowitsch Maack               | deutsch-baltisch-russischer Naturforscher, Pädagoge und Entdecker                             | 61    |       |
| 25. November | Hermann von Zychlinski                  | deutscher Gutsbesitzer und preußischer Politiker                                              | 61    |       |
| 26. November | Édouard Lièvre                          | französischer Zeichner, Maler, Graphiker und Kunstschreiner (Ebenist)                         | 58    |       |
| 26. November | Vito Positano                           | italienischer Diplomat                                                                        | 53    |       |
| 26. November | Heinrich Runge                          | deutscher Konservator, Heraldiker und Politiker (DFP), MdR                                    | 68    |       |
| 27. November | Heinrich Brodbeck                       | Schweizer Politiker                                                                           | 75    |       |
| 27. November | Rickmer Clasen Rickmers                 | deutscher Werftbesitzer                                                                       | 79    |       |
| 27. November | Otto Spamer                             | Buchhändler und Verleger                                                                      | 66    |       |
| 27. November | Martin Websky                           | deutscher Mineraloge                                                                          | 62    |       |
| 28. November | Heinrich Klemm                          | deutscher Schneider, Schriftsteller, Verlagsbuchhändler, Büchersammler und Mäzen              | 67    |       |
| 28. November | Alexander Long                          | US-amerikanischer Politiker                                                                   | 69    |       |
| 29. November | Arthur von Seckendorff-Gudent           | österreichischer Forstwissenschaftler                                                         | 41    |       |
| 30. November | August Hermann Spielberg                | deutscher Architekt und Hochschullehrer                                                       | 59    |       |

## Dezember
| Tag          | Name                             | Beruf, bekannt als                                                                                    | Alter | Beleg |
| ------------ | -------------------------------- | --- | ----- | ----- |
| 1. Dezember  | Emil Hartwich                    | deutscher Jurist und Pädagoge                                                                         | 43    |       |
| 1. Dezember  | Karl Ludwig Jühlke               | deutscher Afrikaforscher                                                                              | 30    |       |
| 1. Dezember  | Emma Paterson                    | englische Frauenrechtlerin                                                                            | 38    |       |
| 2. Dezember  | Arnold Ipolyi                    | ungarischer Geistlicher, Historiker und Kunsthistoriker                                               | 63    |       |
| 2. Dezember  | Frederick A. Pike                | US-amerikanischer Politiker                                                                           | 69    |       |
| 3. Dezember  | Josef Schmidbauer                | österreichischer Politiker                                                                            | 70    |       |
| 3. Dezember  | Mariano Paz Soldán               | peruanischer Historiker und Geograf                                                                   | 65    |       |
| 3. Dezember  | Benjamin Franklin Perry          | Gouverneur von South Carolina                                                                         | 81    |       |
| 4. Dezember  | Ludwig Arnold                    | deutscher Jurist und Oberbürgermeister                                                                | 88    |       |
| 4. Dezember  | Robert Anthony Hatcher           | US-amerikanischer Politiker                                                                           | 67    |       |
| 4. Dezember  | Johann Georg Meyer               | deutscher Maler                                                                                       | 73    |       |
| 4. Dezember  | Nicolas Stürken                  | deutscher Kaufmann und Politiker, MdHB                                                                | 74    |       |
| 4. Dezember  | Johann Wilhelm Ernst Wägner      | deutscher Schriftsteller und Theologe                                                                 | 86    |       |
| 5. Dezember  | James B. Foley                   | US-amerikanischer Politiker                                                                           | 79    |       |
| 6. Dezember  | Friedrich Georg Hermann Culemann | deutscher Verlagsbuchhändler, Kommunalpolitiker und Sammler                                           | 75    |       |
| 6. Dezember  | Alexander Heinrich Neidhart      | deutscher Bürgermeister der Stadt Worms                                                               |       |       |
| 6. Dezember  | William T. Price                 | US-amerikanischer Politiker                                                                           | 62    |       |
| 7. Dezember  | J. Hyatt Smith                   | US-amerikanischer Geistlicher und Politiker                                                           | 62    |       |
| 8. Dezember  | Leo Becker                       | deutscher Rittergutsbesitzer und Politiker, MdR, Landrat                                              | 46    |       |
| 8. Dezember  | Isaac Lea                        | US-amerikanischer Conchologist, Geologe und Geschäftsmann                                             | 94    |       |
| 8. Dezember  | Christian Gottlob von Moser      | deutscher evangelischer Theologe                                                                      | 87    |       |
| 8. Dezember  | Peter Adolf Reincke              | deutscher Mediziner und Politiker (ADAV)                                                              | 68    |       |
| 9. Dezember  | Johann Philipp Becker            | deutscher Revolutionär der badischen Revolution 1849                                                  | 77    |       |
| 9. Dezember  | Samuel Hambleton                 | US-amerikanischer Politiker                                                                           | 74    |       |
| 9. Dezember  | Max von Wurmb                    | deutscher Verwaltungsbeamter                                                                          | 51    |       |
| 10. Dezember | August Dimitz                    | österreichischer Historiker                                                                           | 59    |       |
| 10. Dezember | Abraham Dowdney                  | US-amerikanischer Politiker                                                                           | 45    |       |
| 10. Dezember | Eduard Moritz von Flies          | preußischer Offizier, zuletzt Generalleutnant                                                         | 84    |       |
| 10. Dezember | Marco Minghetti                  | italienischer Politiker und Präsident des Ministerrats                                                | 68    |       |
| 11. Dezember | Karl Heinrich Baumgärtner        | deutscher Mediziner                                                                                   | 88    |       |
| 11. Dezember | Johannes Baptist Franzelin       | römisch-katholischer Theologe und Kardinal                                                            | 70    |       |
| 11. Dezember | Stephanie Guiot du Ponteil       | deutsche Stifterin und Philanthropin                                                                  | 56    |       |
| 12. Dezember | Bertha Augusti                   | deutsche Schriftstellerin                                                                             | 59    |       |
| 12. Dezember | Rufus King Garland               | US-amerikanischer Jurist, Plantagenbesitzer, Methodistenprediger, Politiker und Offizier              | 56    |       |
| 12. Dezember | Johan Nicolai Madvig             | dänischer klassischer Philologe und Politiker, Mitglied des Folketing                                 | 82    |       |
| 13. Dezember | Charles Croswell                 | US-amerikanischer Politiker                                                                           | 61    |       |
| 14. Dezember | Almira Edson                     | amerikanische Künstlerin der Outsider-Kunst                                                           | 83    |       |
| 15. Dezember | Otto Francke                     | deutscher Verwaltungsjurist, Heimatforscher, Stralsunder Bürgermeister (1864–1886)                    | 63    |       |
| 15. Dezember | Thompson H. Murch                | US-amerikanischer Politiker                                                                           | 48    |       |
| 17. Dezember | Edmund Chipp                     | britischer Organist und Komponist                                                                     | 62    |       |
| 17. Dezember | Giuseppe Finzi                   | italienischer Freiheitskämpfer und Politiker                                                          |       |       |
| 17. Dezember | Clementine Stockar-Escher        | Schweizer Aquarellistin und Zeichnerin                                                                | 70    |       |
| 18. Dezember | Friedrich von Mondel             | österreichischer General                                                                              | 65    |       |
| 18. Dezember | Frederick Walker Pitkin          | US-amerikanischer Politiker                                                                           | 49    |       |
| 19. Dezember | Michele Rapisardi                | italienischer Maler                                                                                   | 63    |       |
| 20. Dezember | Johann Friedrich Horner          | Schweizer Ophthalmologe                                                                               | 55    |       |
| 20. Dezember | Johann Carl Rahsskopff           | deutscher Uhrmacher                                                                                   | 80    |       |
| 21. Dezember | Anton von Kleist                 | pommerscher Gutsbesitzer, preußischer Landrat und Politiker                                           | 74    |       |
| 22. Dezember | Johann Ludwig Coste              | Gutsbesitzer, preußischer Landrat und Provinziallandtagsabgeordneter in Pommern                       | 77    |       |
| 22. Dezember | Otto Möllinger                   | deutsch-schweizerischer Naturwissenschaftler, Kantonsschullehrer, Erfinder und Unternehmer            | 72    |       |
| 22. Dezember | Moritz Müller                    | deutscher Theologe und Schriftsteller                                                                 | 80    |       |
| 24. Dezember | Louis-Théodore Devilly           | französischer Maler                                                                                   | 68    |       |
| 26. Dezember | Robert Herzog                    | Erzbischof von Breslau                                                                                | 63    |       |
| 26. Dezember | Fridolin Huber                   | Schweizer Unternehmer und liberaler Politiker                                                         | 77    |       |
| 26. Dezember | John A. Logan                    | US-amerikanischer Generalmajor und Politiker                                                          | 60    |       |
| 26. Dezember | Theodor von Oppolzer             | österreichischer Astronom                                                                             | 45    |       |
| 26. Dezember | Albert von Schlippenbach         | deutsch-baltischer Dichter                                                                            | 86    |       |
| 27. Dezember | Catherine Nobbe                  | Erfinderin eines deutschsprachigen Stenografiesystems                                                 |       |       |
| 28. Dezember | Kasimir Kantak                   | polnisch-preußischer Politiker                                                                        | 62    |       |
| 28. Dezember | William Kimmel                   | US-amerikanischer Politiker                                                                           | 74    |       |
| 29. Dezember | Addison Crandall Gibbs           | US-amerikanischer Politiker                                                                           | 61    |       |
| 29. Dezember | Sophia Marx                      | Schwester von Karl Marx                                                                               | 70    |       |
| 30. Dezember | Hans Alexis von Biehler          | preußischer Offizier, zuletzt General der Infanterie sowie Generalinspektor der preußischen Festungen | 68    |       |
| 30. Dezember | Susanne Feust-Göthe              | deutsche Theaterschauspielerin, Komikerin und Sängerin (Sopran)                                       | 50    |       |

## Datum unbekannt
| Tag | Name                                              | Beruf, bekannt als                                                      | Alter | Beleg |
| --- | ------------------------------------------------- | ----------------------------------------------------------------------- | ----- | ----- |
|     | Franz Xaver Bergauer                              | Ingenieur                                                               |       |       |
|     | Albert Brandenburg                                | Bürgermeister der Stadt Bordeaux (1878–1884)                            |       |       |
|     | Friedrich Brockmann                               | deutscher Historien- und Porträtmaler sowie Fotograf                    |       |       |
|     | Albert Cahn                                       | deutscher Bankier                                                       | ≈70   |       |
|     | Juan Francisco Cruella                            | spanischer Maler                                                        |       |       |
|     | Johann Conrad Develey                             | deutscher Unternehmer                                                   |       |       |
|     | Jules Duboscq                                     | französischer Optiker                                                   |       |       |
|     | Philipp Hermann Eichens                           | deutscher Lithograph und Kupferstecher                                  |       |       |
|     | Friedrich Hermann Eickhoff                        | deutscher Lehrer, Organist, christlicher Liedsammler und -bearbeiter    |       |       |
|     | Heinrich Ely senior                               | deutscher Glasmaler                                                     |       |       |
|     | Félicie de Fauveau                                | französische Bildhauerin                                                |       |       |
|     | Moses Flechtheim                                  | deutscher Großhandelsunternehmer                                        |       |       |
|     | David Gordon                                      | jüdischer Journalist und Herausgeber                                    |       |       |
|     | Siegfried Günthermann                             | deutscher Handwerker und Firmengründer                                  |       |       |
|     | Martin Habersbrunner                              | bayerischer Landwirt und Abgeordneter                                   |       |       |
|     | August von Harling                                | deutscher Verwaltungsbeamter                                            |       |       |
|     | François-Gabriel Lépaulle                         | französischer Maler                                                     |       |       |
|     | Ignacy von Lyskowski                              | polnischer Politiker in Preußen, MdR                                    |       |       |
|     | Ignác Mihályi                                     | ungarischer Komponist                                                   |       |       |
|     | Charles François Frédéric de Montholon-Sémonville | französischer Botschafter                                               |       |       |
|     | Gallus Moosbrugger                                | österreichischer Käsehändler und Vertreter der Moderne im Bregenzerwald |       |       |
|     | Charles Jacques Édouard Morren                    | belgischer Botaniker                                                    |       |       |
|     | Ping Que                                          | Goldsucher und Geschäftsmann in Australien                              |       |       |
|     | Jean Pirro                                        | Autor der Plansprache Universalglot                                     |       |       |
|     | François Nicholas Riss                            | russischer Maler französischer Abstammung                               |       |       |
|     | Jacob Saphir                                      | Rabbiner und Reisender rumänischer Abstammung                           |       |       |
|     | Rudolf Friedrich Schüle I.                        | deutscher Unternehmer                                                   |       |       |
|     | Joseph M. Scriven                                 | irisch-kanadischer Kirchenliederdichter                                 |       |       |
|     | David Stevenson                                   | schottischer Ingenieur und Leuchtturm-Konstrukteur                      |       |       |
|     | Josef Tauerer                                     | österreichischer Politiker                                              |       |       |
|     | Josef Maria Tresch-Exer                           | populärer Schweizer Bergführer und Erstbesteiger mehrerer Dreitausender |       |       |
|     | Dimitrios Valvis                                  | griechischer Politiker und Ministerpräsident                            |       |       |
|     | Zinovios Valvis                                   | griechischer Politiker und Ministerpräsident                            |       |       |
|     | Heinrich Viehoff                                  | deutscher Philologe und Pädagoge                                        |       |       |
|     | Friedrich Wilhelm Winzer                          | deutscher Orgelbaumeister                                               |       |       |